# Festuca durandii
Festuca durandii là một loài thực vật có hoa trong họ Hòa thảo. Loài này được Clauson mô tả khoa học đầu tiên năm 1855.